# Doba, Satu Mare
Doba, colocvial Dob, (în maghiară Szamosdob, colocvial Dob) este satul de reședință al comunei cu același nume din județul Satu Mare, Transilvania, România.

## Așezare
Satul Doba este situat în zona de câmpie din vestul județului Satu Mare, pe DN19 la o distanță de 21 km față de orașul Carei și 15 km față de municipiul reședință de județ.

## Istoric
Numele localității este atestat documentar din secolul al XIV-lea sub forma "Balkan-Dob”.  Se pare că în 1241, în urma marii năvăliri tătare, satul a fost pustiit. Regele Ștefan al V-lea al Ungariei a donat localitatea cu toate pământurile familiei Apor, familie considerată ca fiind întemeietoarea satului.
În anul 1626 Nari Benedek a fost proprietarul moșiilor denumite „Kis puszta”, cu care se lăuda astfel: „Am o Dobă mai mică pe care dacă o lovesc, sar din ea o sută de pluguri”. În anul 1777, toată moșia este donată familiei Károly Sándor, iar în prezent, cele mai multe pământuri sunt ale urmașilor acesteia. Din cauza deselor inundații, satul este așezat în prezent pe a treia vatră. 
Pe vremea împărătesei Maria Terezia Doba a fost considerată localitate de rang superior, azi însă este una mică. Groful Károly a construit aici în 1854 o biserică greco-catolică pentru românii stabiliți în sat. Odinioară a avut probabil și un castel deoarece în 1810 se mai vedeau ruinele acestuia pe malul Crasnei. Localitatea are poștă, telegraful este la Sătmârel iar stația de cale ferată la Moftinu Mic.

## Demografie
Populația satului Doba, conform datelor de la recensământul populației din 2002 era 1.192 locuitori.
În anul 1930 polulația localității era de 1.436 de locuitori, dintre care 948 români, 451 maghiari, 29 țigani și 5 evrei. Din punct de vedere confesional populația era alcătuită din 953 greco-catolici, 440 reformați, 21 ortodocși, 15 romano-catolici și 7 mozaici.

## Economia
Economia localității este bazată pe activități în: domeniul comerțului cu produse alimentare și nealimentare; vopsitorie, zugrăveli, placare pereți, tămplărie dulgherie; întreținere și reparații auto; fabricarea și comercializarea băuturilor alcoolice distilate; transporturi rutie marfă; reparații articole electrice, radio-Tv; zidărie, fierărie etc. Activitatea principală rămâne însă agricultura prin cultura plantelor, creșterea animalelor și pomicultura.

## Instituții publice
- Primăria comunei Doba
- Postul de poliție Doba
- Școala Generală Doba
- Cabinet medical individual Doba
- Oficiul poștal Doba
- Agromec Doba-Boghiș
- Societatea agricolă "Viața nouă"
- S.C. Agromec SA (atelier combine)
- Centrul Agricol

## Învățământ, cultură, sport
În Doba există  grădiniță, școală generală și o bibliotecă comunală cu un număr de 9587 volume, care au fost achiziționate între anii 1959-2004. În dotarea bibliotecilor nu există calculator nici aparatură birotică corespunzătoare. Există un teren de sport mare în localitate pe care se poate practica fotbalul (există o echipă de fotbal locală). Deși există o mare diversitate confesională, oamenii de aici trăiesc în bună înțelegere unul cu altul și nu există conflicte pe această temă.
Eveniment cultural
- Mișcări ale țărănimii române și maghiare, așa numitele "greve de seceriș" care au avut loc la loc.Doba și în alte 6 localități ale jud. în anul 1906

## Atracții turistice
- Biserica "Sfinții Arhangheli Mihail și Gavril" construită în anul 1946 de comunitate greco-catolică, folosită în prezent de parohia ortodoxă. vechea biserică a fost construită în anul 1804 pe vremea parohului Grigore Dragoș care a slujit între anii 1802-1804. Între anii 1800-1940 în parohia Doba au slujit 13 preoți.

Cei care vor trece pragul bisericii vor putea citi inscripția preotului Gavril Coteț pe Strastini, 1753 de Vasile Constantin, tipărit la Blaj. Parohul Mărcuș Mihai lasă mărturii pe Minologionul tipărit la Blaj în 1781; ctitorul bisericii Grigore Dragoș, lasă marturie pe un Triodion tipărit la Blaj la 1800; iar pe Octoihul tipărit la 1770 de Petru Papavici tipograful Râmniceanu sunt inscripții ale credincioșilor care au donat bisericii acest octoih.
- Biserica reformată

## Personalități
- Grigore Rițiu (născut la 17 februarie 1892 - moare în 1969) preot greco-catolic. Este autorul moral al Cimitirului Vesel de la Săpânța. A făcut parte din delegația prezentă la Alba Iulia cu ocazia actului Marii Uniri de la 1 dec. 1918.A fost închis pentru credința sa în închisorile de la Aiud, Gherla și Caransebeș.
- Mihail Ciurdariu (născut la Ciheiu, jud. Bihor la 1845 - moare la Beiuș la 1921); protopop.   Un reprezentant de seamă al intereselor românilor din Doba și apărător al limbii și bisericii românești, un adevărat fiu al satului. Anul acesta se vor împlini anul acesta 165 de ani de la naștere. Despre biografia părintelui Ciurdariu, aflăm amănunte în lucrarea lui Petru E. Papp ,,Din trecutul Beiușului”. Autorul menționează faptul că, numele de Ciurdariu fusese o poreclă a Giurgeștilor, care au fost niște oameni înstăriți care făceau comerț cu vite și se înapoiau din târg mânând acasă ciurde întregi. Căsătorit cu Emilia Farcaș, părintele Ciurdariu a avut o familie numeroasă. I-au rămas în viață trei fii și patru fete. Petru E. Papp îl caracterizează pe părintele Ciurdariu ca unul care “În toată viața a avut o ținută românească, luptând îndeosebi pentru apărarea limbii și a bisericii românești".

- Traian Cavassi (s-a născut la Boghiș în 1891 - moare în 1989 la București),tenor și dirijor, a pus bazele corului bărbătesc din Boghiș în anul 1909, în 1911, face parte din cvartetul vocal al societății academice "România Jună" din Viena, secretar al Consiliului Național Român Județean , participant ca delegat la Adunarea Națională de la Alba Iulia, datorită activității sale Boghișul este azi pământ românesc. Din 1927 și până la pensionare lucrează la București ca funcționar în Ministerul de finanțe. În paralel desfășoară o amplă activitate in domeniul muzical.

- Teodor Odeșteanu (în 1938 și-a schimbat numele din Nagy în Odeșteanu) s-a născut la Boghiș, la 22 februarie 1894, a murit la Beiuș în 1942, preot profesor, om de-o aleasă ținută morală, studiază muzica la Conservatorul din București, la Cluj istoria și geografia.

- Valeriu Bărbosu, se naște la Ciocotiș, județul Maramureș, la 15 august 1888, fostul dascăl și preot al satului "Principele Mihai", (1926), actualul sat Traian -  Valeriu Bărbos. Clasele primare le urmează în localitatea natală, continuându-și studiile la  Școala Normală din Năsăud. În 1914 se căsătorește cu Aurelia Nodas din Costeni. Participă pe frontul primului Război Mondial. Reîntors în localitatea Principile  pe lângă activitatea religioasă și didactică se implică în activități culturale, economico-sociale. Slujește în colonia Principele Mihai de la început. În 1931 pune bazele construcției biserici pe care o termină în anul 1933. Pentru întreaga activitate desfășurată pe multiple planuri i se acordă medalia „Răsplata Muncii pentru biserică” și e ridicat la rangul de protopop. În 1940 în urma Dictatului de la Viena se refugiază cu întreaga comunitate la Arad reântorcându-se abia în august 1945. A slujit  pe altarul credinței comunitatea din Localitatea Traian vreme de 57 de ani. A trecut la cele veșnice la 26 decembrie 1966, fiind îmormântat în țintirimul biserici din Traian.

- Iosif Spădaru, dirijor, s-a născut la 17 ianuarie 1901, în localitatea Boghiș, dintr-o familie de învățători, a condus corurile de la Seini, Roșiori, Valea Vinului și Satu Mare unde conduce corul C.F.R.-ului până în 1939. După 1940 se refugiază la Alba Iulia, încetând din viață la Ribița în 3 august 1949. A fost unul din cei mai mari dirijori pe care i-a avut Sătmarul.

- Ion Bledea, prozator, gazetar, născut la 15 februarie 1951 în localitatea Doba. A pubicat volumul "Vânătoarea de cai", povestiri, Editura Cartea Românească, Buc. 1977. S-a stins din viață la 25 mai 1998.

- prof.Ion Ghiur, poet și prozator, născut la 16 noiembrie,1938, în satul Paulean. În prezent este stabilit la Timișoara. A publicat romanul "De Sant Ospiciu", Editura Brumar, Timișoara, 2001 și volumele de versuri "70 de poeme", Editura Casa Cărții de Știință, Cluj Napoca, 2008, "Înflorirea lacrimei", Editura Casa Cărții de Știință, Cluj Napoca, 2007, "Îmbrăcarea tăcerii în ametist", Editura Marineasa, Timișoara, 2005, "Mesaje din uitare", Editura Marineasa, 1999, "Un cap de pod albastru", Editura Marineasa, Timisoara, 1997, "Cercul și spada", Editura Pleiade, Satu Mare, 1990, "Vieți paralele", Editura Dacia, Cluj, 1985, "Rătăcirea în Lucruri", Editura Eminescu, Bucuresti, 1972. Membru al Uniunii Scriitorilor din România, 2006. Se stinge din viață la 7 ianuarie 2012 la Timișoara, fiind înmormântat la Timișoara în Cimitirul Lipovei din str. Sever Bocu.

- prof. dr. Aurel Pop, editor, poet, publicist, critic și istoric literar, s-a născut la 22 noiembrie 1949 în localitatea Cetățele, com. Șișești, jud. Maramureș. În 1955 își urmează părinții în ținuturile sătmărene: satul Dacia, com. Doba. Membru fondator al Asociației Scriitorilor din Nord-Vest, Face parte din Consiliul directorial, având functia de secretar. Redactor șef al revistei literare "Citadela", Directorul editurii "CITADELA". A publicat volumele de versuri; "Pelerinaj de secesiune" Editura "Solstițiu", Satu Mare, 2004. "Calvarul cuvintelor" Editura "Risoprint", Cluj-Napoca, 2006. "Sonete din regatul disperării", Editura "Risoprint",Cluj Napoca, 2007, „La Hanul Verbelor”, (critică literară), Editura „Risoprint”, Cluj-Napoca, 2008."Cuvinte dintr-un noian de vorbe", (interviuri), Editura "Citadela", Satu Mare, 2009. "Semne dintr-un trunchi de cuvânt", (poeme)Editura "Citadela", Satu Mare, 2009. "Ion Burnar: schiță monografică", ed. "Citadela" Satu Mare 2010, "Deschideri confesive" interviuri, ed. "Citadela" Satu Mare, 2011.  “Eternitate prin poezie” – antologie (2012); “Rezistența țărănească anticomunistă din perioada colectivizării în județul Satu Mare” – studiu istoric, (2012). “Vasile Scurtu, zece ani în serviciul Sătmarului” – studiu monografic, (2012); "Taina căderilor" - versuri, 2013. Datorită activități sale desfășurată pe plan cultural Biblioteca județeană "Petru Dulfu" Baia Mare, îi editează un Caiet biobibliografic aniversar, cu ocazia împlinirii vârstei de 60 de ani, cuprinzându-l în Galeria marilor personalități ale Maramureșului alături de: acad. Augustin Buzura, dr. Victor Iancu, Ion Burnar, Augustin Cosmuța, Marian Ilea, dr.Valeriu Achim, Ioan Es. Pop, dr.Nicolae Iuga, dr.Florian Roatiș, dr.Gheorghe Glodeanu, scultorul Vida Gheza, Elie Wiesel laureat al Premiului Nobel și alții. Membru al Uniunii Scriitorilor din România. Membru al Uniunii Ziariștilor din România.